# Hrabstwo Schuyler (Illinois)
Hrabstwo Schuyler – hrabstwo w USA, w stanie Illinois, z liczbą ludności wynoszącą 7544, według spisu z 2000 roku. Siedzibą administracji hrabstwa jest Rushville.

## Geografia
Według spisu hrabstwo zajmuje powierzchnię 1143 km², z czego  1133 km² stanowią lądy, a 11 km² (0,92%) wody.

### Miasta
- Rushville

### Wioski
- Browning
- Camden
- Littleton

### Sąsiednie hrabstwa
- Hrabstwo McDonough – północ
- Hrabstwo Fulton – północny wschód
- Hrabstwo Mason – wschód
- Hrabstwo Cass – południowy wschód
- Hrabstwo Brown – południe
- Hrabstwo Adams – południowy zachód
- Hrabstwo Hamcock – północny zachód

Stan Illinois na mapie USA

## Historia
Hrabstwo Schuyler powstało w 1825 roku z terenów dwóch hrabstw: Pike i Fulton. Swoją nazwę obrało na cześć Philipa Schuylera, generała Armii Kontynentalnej, członka Kongresu Kontynentalnego i senatora z Nowego Jorku.

## Demografia
Według spisu z 2000 roku hrabstwo zamieszkuje 7189 osób, które tworzą 2975 gospodarstw domowych oraz 2070 rodzin. Gęstość zaludnienia wynosi 6 osób/km². Na terenie hrabstwa jest 3304 budynków mieszkalnych o częstości występowania wynoszącej 3 budynków/km². Hrabstwo zamieszkuje 98,80% ludności białej, 0,22% ludności czarnej, 0,15% rdzennych mieszkańców Ameryki, 0,11% Azjatów, 0,01% mieszkańców Pacyfiku, 0,21% ludności innej rasy oraz 0,49% ludności wywodzącej się z dwóch lub więcej ras, 0,54% ludności to Hiszpanie, Latynosi lub inni.
W hrabstwie znajduje się 2975 gospodarstw domowych, w których 28,70% stanowią dzieci poniżej 18. roku życia mieszkający z rodzicami, 59,70% małżeństwa mieszkające wspólnie, 7,10% stanowią samotne matki oraz 30,40% to osoby nie posiadające rodziny. 27,30% wszystkich gospodarstw domowych składa się z jednej osoby oraz 13,70% żyje samotnie i ma powyżej 65. roku życia. Średnia wielkość gospodarstwa domowego wynosi 2,38 osoby, a rodziny 2,87 osoby.
Przedział wiekowy populacji hrabstwa kształtuje się następująco: 23,10% osób poniżej 18. roku życia, 7,10% pomiędzy 18. a 24. rokiem życia, 26,30% pomiędzy 25. a 44. rokiem życia, 24,20% pomiędzy 45. a 64. rokiem życia oraz 19,30% osób powyżej 65. roku życia. Średni wiek populacji wynosi 41 lat. Na każde 100 kobiet przypada 98,40 mężczyzn. Na każde 100 kobiet powyżej 18. roku życia przypada 95,60 mężczyzn.
Średni dochód dla gospodarstwa domowego wynosi 35 233 USD, a dla rodziny 41 489 dolarów. Mężczyźni osiągają średni dochód w wysokości 29 253 dolarów, a kobiety 21 235 dolarów. Średni dochód na osobę w hrabstwie wynosi 17 158 dolarów. Około 6,80% rodzin oraz 10,10% ludności żyje poniżej minimum socjalnego, z tego 11,70% poniżej 18. roku życia oraz 13,40% powyżej 65. roku życia.